# Jurij Pogrebnoj
Jurij Pogrebnoj är en rysk bandyspelare, född 7 augusti 1978.

## Klubbar
- 2010/11 Dynamo Kazan,  Ryssland
- 2009/10 Dynamo Moskva,  Ryssland
- 2008/09 Dynamo Moskva,  Ryssland
- 2007/08 Dynamo Moskva,  Ryssland
- 2006/07 Dynamo Moskva,  Ryssland
- 2005/06 Dynamo Moskva,  Ryssland
- 2004/05 HK Vodnik,  Ryssland
- 2003/04 HK Vodnik,  Ryssland
- 2002/03 HK Vodnik,  Ryssland
- 2001/02 HK Vodnik,  Ryssland
- 2000/01 HK Vodnik,  Ryssland
- 1999/00 HK Vodnik,  Ryssland
- 1998/99 HK Vodnik,  Ryssland
- 1997/98 HK Vodnik,  Ryssland
- 1996/97 HK Vodnik,  Ryssland
- 1995/96 HK Vodnik,  Ryssland
- 1994/95 HK Vodnik,  Ryssland